# ئی‌ام‌دی اس‌دی۶۰
ئی‌ام‌دی اس‌دی۶۰ (انگلیسی: EMD SD60) یک لوکوموتیو دیزلی ساخت شرکت جنرال موتورز الکترو-موتیو دیویژن بوده است.
این لوکوموتیو که مابین سال‌های ۱۹۸۴ تا ۱۹۹۵ تولید میشده دارای ۱۶ سیلندر و ۳۸۰۰ اسب بخار قدرت بوده است.

## نگارخانه

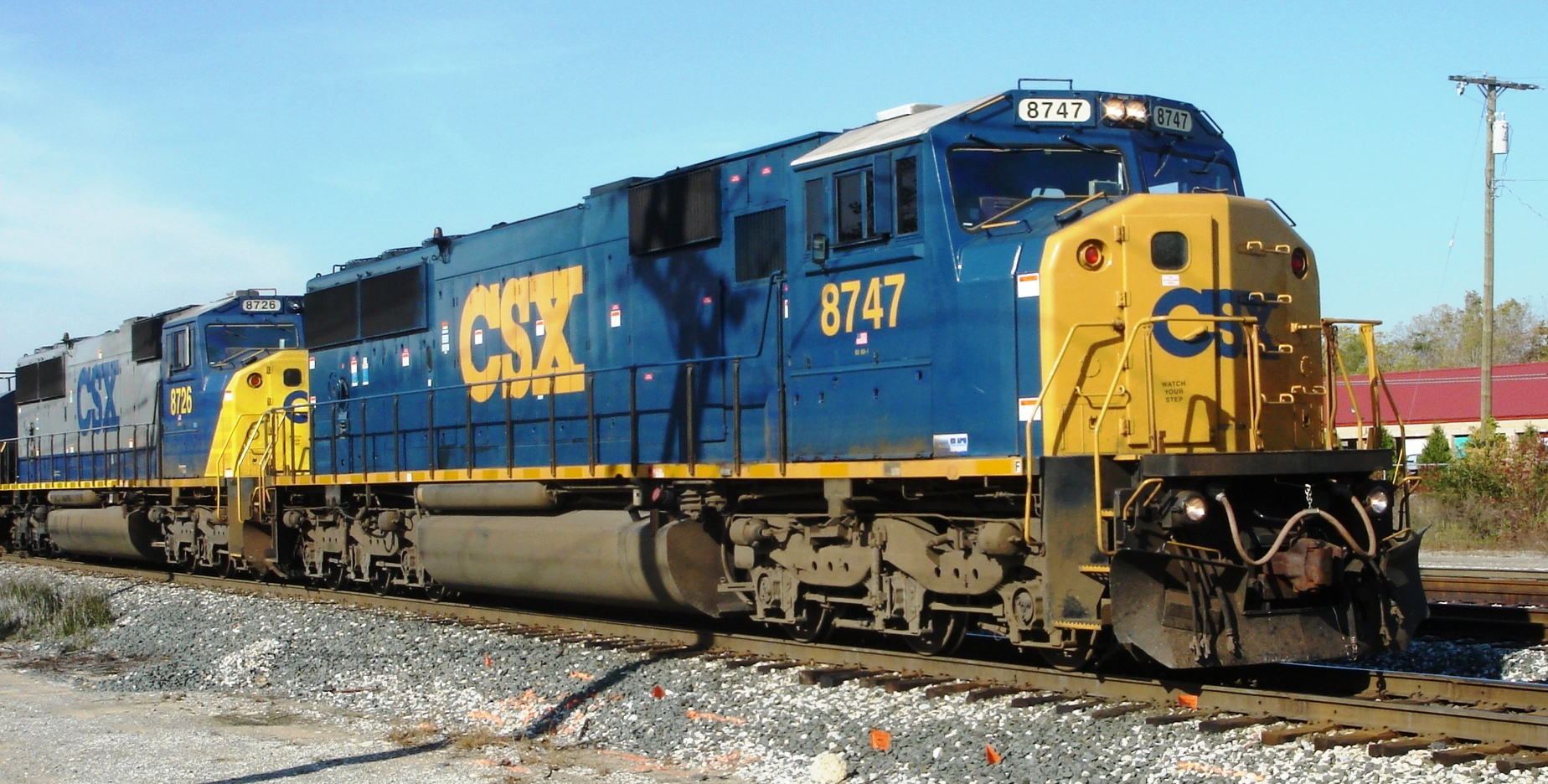
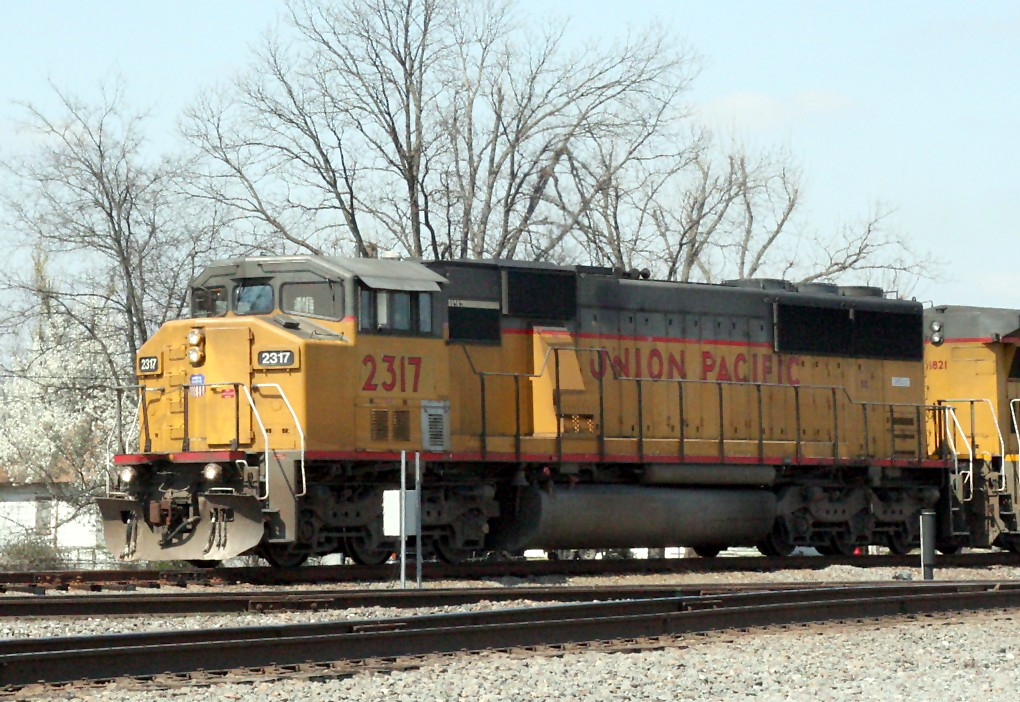
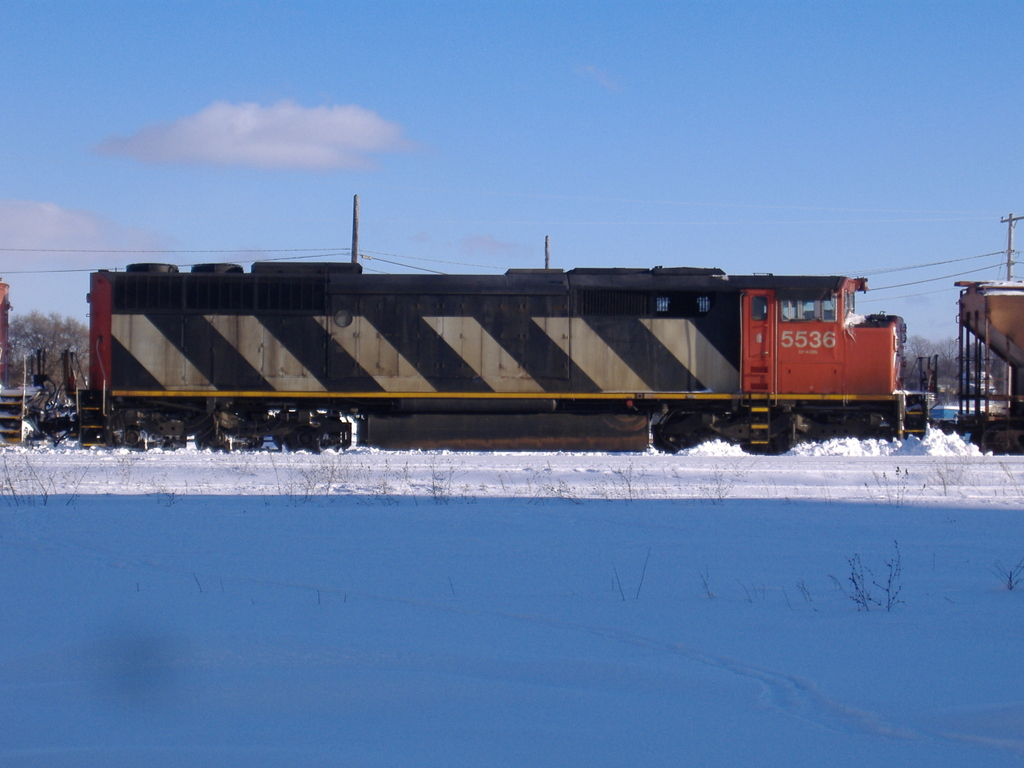